# Pato-preto

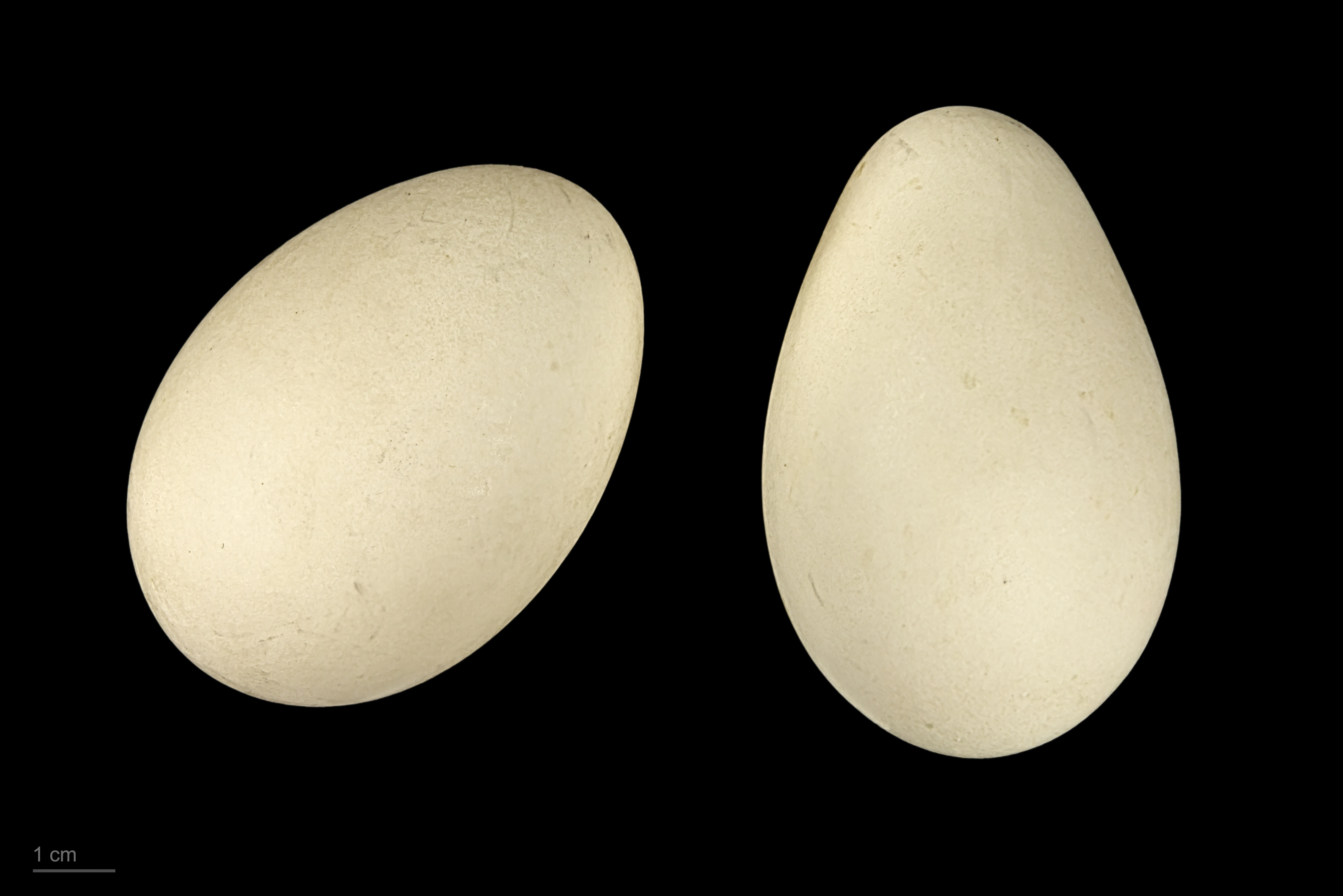
Melanitta nigra - MHNT

Negrola-preta, negrola-comum ou pato-preto (nome científico: Melanitta nigra) é uma espécie de ave anseriforme pertencente à família Anatidae. O macho é todo preto com o bico amarelo; a fêmea é mais acinzentada, distinguindo-se pelas faces claras.
Este pato, oriundo do norte da Europa, nidifica em zonas de água doce, principalmente na Escandinávia e inverna no mar, sendo relativamente comum ao largo da costa portuguesa durante o Inverno.

## Nomes comuns
Dá ainda pelos seguintes nomes comuns: negrola, negrola-comum, ferraguso, pato-do-mar e pato-negro.

## Aspecto
Trata-se de uma espécie de ave palmípede, de penugem integralmente negra, que mede aproximadamente 50 centímetros de comprimento.
Apresenta ligeiro dimorfismo sexual, sendo que as fêmeas exibem penas de uma tonalidade de negro com cambiantes acastanhadas e com matizes mais claros nas faces e um bico escuro, ao passo que os machos exibem bicos amarelos.

## Portugal
Esta ave marinha pode encontrar-se com mais abundância na faixa marítima do Norte de Portugal, especialmente nas regiões da foz do rio Cávado, do estuário do rio Minho e do litoral centro, sendo que nas regiões mais a Sul tem uma presença menos expressiva.
Procura praias arenosas, com águas de pouca profundidade, junto à rebentação.
Trata-se de uma espécie invernante, o que significa que a sua presença é mais comum nos meses de Inverno, de tal sorte que costuma aparecer em território nacional entre os meses de setembro e março.